# Чарльз Кіттель
Чарльз Кіттель (англ. Charles Kittel; 18 липня 1916, Нью-Йорк — 15 травня 2019, Берклі) — американський фізик, професор Каліфорнійського університету в Берклі з 1951 року, заслужений (емерит) професор (1978—2019).

## Біографія
Чарльз Кіттель народився в Нью-Йорку в 1916. Навчався з 1934 року в Массачусетському технологічному інституті та з 1936 року в Кембриджському університеті, де у 1938 році отримав ступінь бакалавра мистецтв. У 1941 році в Університеті Вісконсін-Медісон захистив докторську дисертацію під керівництвом Грегорі Брейта. Під час Другої світової війни приєднався до Дослідницької групи підводних операцій (SORG), займався розробкою магнітних мін і методів розмагнічування кораблів, служив у Військово-морських силах США дослідником і військово-морським аташе при американському посольстві у Лондоні. У 1945 повернувся до Массачусетського технологічного інституту. З 1947 до 1951 працював у Лабораторіях Белла в групі фізики твердого тіла.
З 1951 Кіттель працював в Каліфорнійському університеті в Берклі, де викладав і проводив дослідження в галузі теоретичної фізики твердого тіла. Тричі відзначений стипендією Гуггенхайма у 1945, 1956 і 1963. З ним працювало багато відомих постдокторантів, у тому числі Джеймс С. Філліпс і П'єр-Жиль де Жен. У 1957 був обраний членом Національної академії наук США.
Кіттель відіграв велику роль у розвитку викладання фізики в Берклі, де розробив вступний курс фізики, курси фізики конденсованого стану і термодинаміки. Низка його підручників стали класичними, зокрема книга «Вступ до фізики твердого тіла», що витримала 8 видань, стала настільною для викладачів і студентів по всьому світу.
Чарльз Кіттель помер 15 травня 2019 року в 102-річному віці.

## Наукова діяльність
Наукові роботи Кіттеля присвячені фізиці твердого тіла, магнетизму, статистичній фізиці. Зокрема, він зробив істотний внесок у розвиток теорії ферро- і феримагнетизму: показав, що досить дрібні феромагнітні частинки містять лише один магнітний домен (1946); з Кон'єрсом Херрінгом у 1951 побудував теорію спінових хвиль і відкрив магнону моду в феромагнетиках (мода Кіттеля); запропонував модель Яфета—Кіттеля, що узагальнює теорію феромагнетизму Нееля (1952); був одним з авторів теоретичного відкриття РККІ-обмінної взаємодії (1954, перше К позначає Кіттеля); розробив теорію антисегнетоелектриків і антиферомагнітного резонансу (1951), теорію магнітних фазових переходів першого роду (1960). У 1955 році Кіттель зі співавторами відкрили циклотронний резонанс у германії p-типу, здійснивши перше пряме вимірювання кінематики електронів у твердому тілі, що підтвердило справедливість зонної теорії та важливість урахування спін-орбітальної взаємодії. Він також провів одне з перших досліджень спінових резонансів у центрах забарвлення, вивчив значення структурного безладу в зменшенні теплопровідності скел, передбачив спін — фонону взаємодію у парамагнетиках.

## Нагороди
- Премія Олівера Баклі (1957)[14]
- Премія за видатні заслуги у викладанні від Каліфорнійського університету в Берклі (1970)
- Медаль Ерстеда (1979)[15]

## Основні праці
Книги
- Kittel C. Introduction to Solid State Physics. — 1953 (1st ed.), 2005 (8th ed.). — ISBN 0-471-41526-X.
  - Киттель Ч. Элементарная физика твердого тела. — М. : Наука, 1965.
  - Киттель Ч. Введение в физику твердого тела. — М. : Наука, 1978.
- Kittel C. Elementary Statistical Physics. — John Wiley & Sons, 1958.
  - Киттель Ч. Элементарная статистическая физика. — М. : Издательство иностранной литературы, 1960.
- Kittel C. Quantum Theory of Solids. — 1963 (1st ed.), 1987 (2nd ed.). — ISBN 0-471-62412-8.
  - Киттель Ч. Квантовая теория твердых тел. — М. : Наука, 1967.
- Kittel C., Knight W.D., Ruderman M.A. Mechanics (Berkeley Physics Course, Vol. 1). — McGraw-Hill, 1973 (2nd ed.). — ISBN 0-7167-1088-9.
  - Киттель Ч., Найт У., Рудерман М. Механика (Берклеевский курс физики, т. 1). — М. : Наука, 1983 (3-е изд.).
- Kittel C., Kroemer H.  — W. H. Freeman, 1980 (2nd ed.). — ISBN 0-7167-1088-9.
  - Киттель Ч. Статистическая термодинамика. — М. : Наука, 1977.

Статті
- Kittel C. Theory of the structure of ferromagnetic domains in films and small particles // Physical Review. — 1946. — Т. 70 (25 березня). — С. 965-971. — DOI:10.1103/PhysRev.70.965.
- Kittel C. On the theory of ferromagnetic resonance absorption // Physical Review. — 1948. — Т. 73 (25 березня). — С. 155-161. — DOI:10.1103/PhysRev.73.155.
- Kittel C. Physical theory of ferromagnetic domains // Reviews of Modern Physics. — 1949. — Т. 21 (25 березня). — С. 541-583. — DOI:10.1103/RevModPhys.21.541.
- Yafet Y., Kittel C. Antiferromagnetic arrangements in ferrites // Physical Review. — 1952. — Т. 87 (25 березня). — С. 290-294. — DOI:10.1103/PhysRev.87.290.
- Ruderman M.A., Kittel C. Indirect exchange coupling of nuclear magnetic moments by conduction electrons // Physical Review. — 1954. — Т. 96 (25 березня). — С. 99-102. — DOI:10.1103/PhysRev.96.99.
- Dresselhaus G., Kip A.F., Kittel C. Cyclotron resonance of electrons and holes in silicon and germanium crystals // Physical Review. — 1955. — Т. 98 (25 березня). — С. 368-384. — DOI:10.1103/PhysRev.98.368.
- Kittel C. Excitation of spin waves in a ferromagnet by a uniform rf field // Physical Review. — 1958. — Т. 110 (25 березня). — С. 1295-1297. — DOI:10.1103/PhysRev.110.1295.